# Wellings Landsbymuseum
Wellings Landsbymuseum er et lokalhistorisk museum nær landsbyen Lintrup mellem Ribe og Vejen.
Kunstneren og samleren Søren Welling (1917-1996) samlede fra 1971 og frem til hans død store mængder kulturhistorisk interessante genstande, spændende fra sten til landbrugsredskaber.
Han flyttede til stedet i 1964 og begyndte i 1973, af genbrugsmaterialer hentet i omegnen, egenhændigt at opbygge en lille museumsby, der viser livet i en typisk jysk landsby omkring 1900.
De sammenhængende bygninger endte med at omfatte i alt 36 rum med bl.a. en lille kirke, købmandsbutik, krostue (hvor man er velkommen til at nyde sin medbragte madpakke), skolestue, postkontor, frisørsalon, stald og diverse beboelsesrum.
- Et udsnit af bygningerne
- Kirken